# Plowdiw-Derby

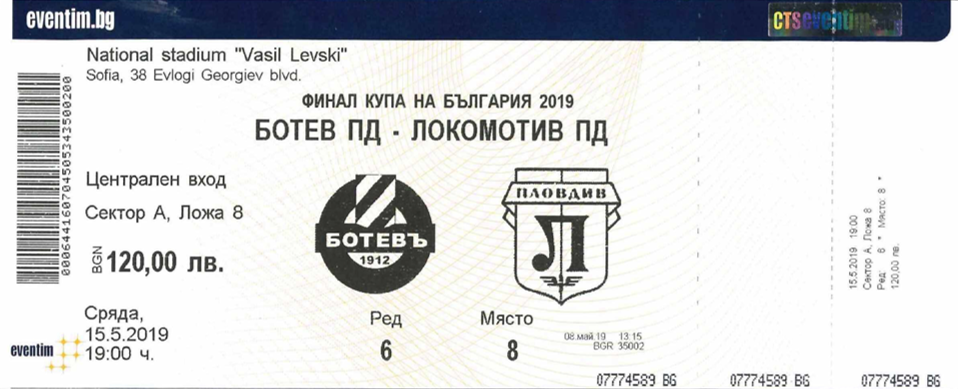
Ticket zum Pokalfinale 2019

Das Plowdiw-Derby (bulgarisch Пловдивското дерби) ist die Bezeichnung für ein Stadtderby in der zweitgrößten bulgarischen Stadt Plowdiw, vornehmlich zwischen den beiden Fußballvereinen Botew und Lokomotive. Deren Begegnung gilt neben dem Hauptstadtderby zwischen Lewski Sofia und ZSKA Sofia als das brisanteste Derby der bulgarischen Liga und wird teilweise sogar als Bulgariens kritischstes Fußballspiel angesehen. Obwohl beide Vereine heute in allen gesellschaftlichen Klassen verankert sind, gilt Botew traditionell als Verein der Mittel- und Oberschicht, Lokomotive hingegen als Repräsentant der ärmeren Schichten.

## Derbyrekorde
Das erste Derby zwischen den beiden Vereinen wurde am 1. April 1951 ausgetragen und von Lokomotive mit 3:0 gewonnen.
Den höchsten Derbysieg feierte Lokomotive mit einem 6:0 in der Saison 2020/21. Botews höchster Sieg war mit je einem 5:0 am 27. August 1988 und am 2. September 1995. Die höchsten Siege von Lokomotive waren darüber hinaus jeweils ein 4:0 und datieren vom 3. März 1979 und 29. September 2007. Das torreichste Spiel fand am 8. September 1974 statt und endete mit einem 7:3-Sieg von Lokomotive.
Das torreichste Pokalspiel fand am 26. Juni 1966 im Achtelfinale der Saison 1965/66 statt und endete 3:3 nach Verlängerung. Im anschließenden Elfmeterschießen setzte sich Lokomotive mit 4:3 durch. Das bisher bedeutsamste Spiel der beiden Kontrahenten fand am 15. Mai 2019 statt, als sie sich im Wassil-Lewski-Nationalstadion erstmals in der Geschichte des bulgarischen Pokalwettbewerbs im Pokalfinale gegenüberstanden. Dort setzte sich Lokomotive mit 1:0 durch und gewann erstmals überhaupt den Pokalwettbewerb, den Botew bereits zwei Jahre zuvor verbuchen konnte.

## Derbybilanz bis Sommer 2023
| Wettbewerb        | Spiele | BOT  | REM | LOK  | Tore BOT | Tore LOK |
| Meisterschaft     | 116    | 42 1 | 34  | 40 1 | 137      | 139      |
| Pokalwettbewerb   | 12     | 6    | 2   | 4    | 25       | 18       |
| OFFIZIELLE SPIELE | 128    | 48 1 | 36  | 44 1 | 162      | 157      |

| Spiele: Spiele insgesamt          |
| BOT: Siege Botew Plovdiv          |
| REM: Remis                        |
| LOK: Siege Lokomotive Plovdiv     |
| Tore BOT: Tore Botew Plovdiv      |
| Tore LOK: Tore Lokomotive Plovdiv |

## Die Titel im direkten Vergleich
Hinweis: Die in Kursivschrift aufgeführten Wettbewerbe werden nicht mehr ausgetragen.

| Wettbewerb                  | Siege | Jahre                  | Siege | Jahre      |
| --------------------------- | ----- | ---------------------- | ----- | ---------- |
| Bulgarischer Meister        | 2     | 1929, 1967             | 1     | 2004       |
| Bulgarischer Pokalsieger    | 4     | 1962, 1981, 2017, 2024 | 2     | 2019, 2020 |
| Bulgarischer Supercupsieger | 1     | 2017                   | 2     | 2004, 2020 |
| Sowjetarmee-Pokalsieger     | 2     | 1962, 1981             | 1     | 1983       |
| Balkanpokal                 | 1     | 1972                   | 0     |            |